# Šelmberk (kopec)
Šelmberk je skalnatý kopec nad údolím říčky Blanice v katastru obce Běleč, zhruba 2 km severovýchodně od Mladé Vožice. Na jeho vrcholku se nalézá stejnojmenná hradní zřícenina.

## Charakteristika
Vrch má nadmořskou výšku 488 metrů. Geomorfologicky spadá do oblasti Středočeská pahorkatina, celku Vlašimská pahorkatina, podcelku Mladovožická pahorkatina, okrsku Načeradecká pahorkatina a podokrsku Bělečská pahorkatina.